# Mont Ventoux Dénivelé Challenges 2020
La Mont Ventoux Dénivelé Challenge 2020, seconda edizione della corsa, valevole come evento dell'UCI Europe Tour 2020 categoria 1.1, si svolse il 6 agosto 2020 su un percorso di 179 km, con partenza da Vaison-la-Romaine e arrivo sul Mont Ventoux, in Francia. La vittoria fu appannaggio del russo Aleksandr Vlasov, che completò il percorso in 4h56'39", precedendo l'australiano Richie Porte e il francese Guillaume Martin.
Sul traguardo del Mont Ventoux 70 ciclisti, dei 124 partiti da Vaison-la-Romaine, portarono a termine la competizione.

## Ordine d'arrivo (Top 10)
| Pos. | Corridore        | Squadra  | Tempo    |
| ---- | ---------------- | -------- | -------- |
| 1    | Aleksandr Vlasov | Astana   | 4h56'39" |
| 2    | Richie Porte     | Trek     | a 18"    |
| 3    | Guillaume Martin | Cofidis  | a 59"    |
| 4    | Pierre Latour    | AG2R     | a 1'29"  |
| 5    | Fabio Aru        | UAE      | a 1'38"  |
| 6    | Harold Tejada    | Astana   | a 1'43"  |
| 7    | Kenny Elissonde  | Trek     | a 1'51"  |
| 8    | Nairo Quintana   | Arkéa    | a 1'57"  |
| 9    | Jesús Herrada    | Cofidis  | a 2'15"  |
| 10   | Valentin Madouas | Groupama | a 2'32"  |